# Antonio Sorgato
Antonio Sorgato (Padova, 5 settembre 1825 – Trieste, 2 novembre 1885) è stato un pittore e fotografo italiano.
Fu il primo di una famiglia che ampliò la propria attività dal Veneto all’Emilia Romagna, dalla Toscana al Friuli Venezia Giulia, occupandosi di pittura e di fotografia.

## Biografia

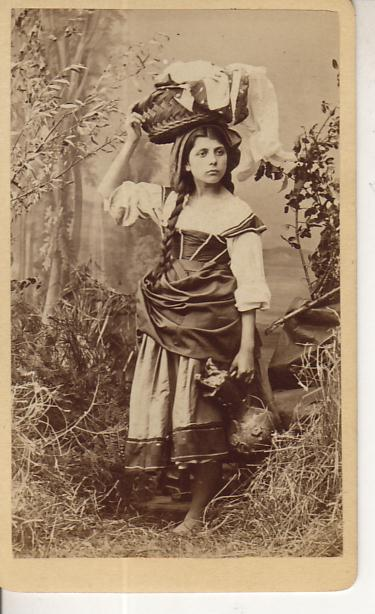
Ragazza veneziana, 1871

Era il nipote dell'incisore e miniaturista Antonio Maria. Fu allievo del pittore Vincenzo Gazzotto. Aprì il suo studio a Padova ma, dopo aver ricevuto il premio all'Esposizione industriale veneta, decise di trasferirsi a Venezia nel 1856, dedicandosi in particolare alla ritrattistica. Apprezzato non solo per le sue non comuni conoscenze tecniche ma anche per la qualità artistica delle sue stampe, Sorgato venne più volte premiato in mostre nazionali e internazionali: Padova (1858 e 1869), Firenze (1861), Vicenza (1871), Trieste (1871), Treviso (1872), Vienna (1873), ma soprattutto una medaglia d'argento all'Esposizione universale di Parigi del 1867, dove espose trenta opere e il conferimento della medaglia d’oro del re Vittorio Emanuele II di Savoia, fotografato, nel 1878, in abiti borghesi.
Sull'onda di questi successi, Sorgato aprì degli atelier anche a Bologna e Modena nel 1870. A Udine invece nel 1877 subentrò nello studio a Giovanni Nascimbeni (1835-1903), dove si associò a Sennen Brusadini (1843-1884) che svolgeva anche la funzione di direttore. Brusadini era proprietario anche di un altro studio che aveva lasciato nel 1982 e che passò a Antonio Eram. Sorgato morì nel 1885, dopo il 1890 lo studio di Venezia fu rilevato da Giovanni Jankovich. Fu amico di Carlo Naya e di Carlo Ponti. A proposito di quest'ultimo non c'è certezza se nelle sole due foto ritenute possibili nelle quali compare un uomo, se possa essere Ponti o uno sconosciuto, tenuto conto che di Ponti sembra non esistano ritratti.
Sul decesso ci sono fonti che riportano la data del 4 novembre. L'attività paterna fu portata avanti con maggior successo dai figli, Angelo e Gaetano, che aprirono nella seconda metà del secolo studi a Reggio Emilia, Carpi, Parma e Firenze. La generazione successiva proseguì l'imprenditoria fotografica degli avi con i nipoti Ferruccio e Angelo Fortunato.